# 折田汽船

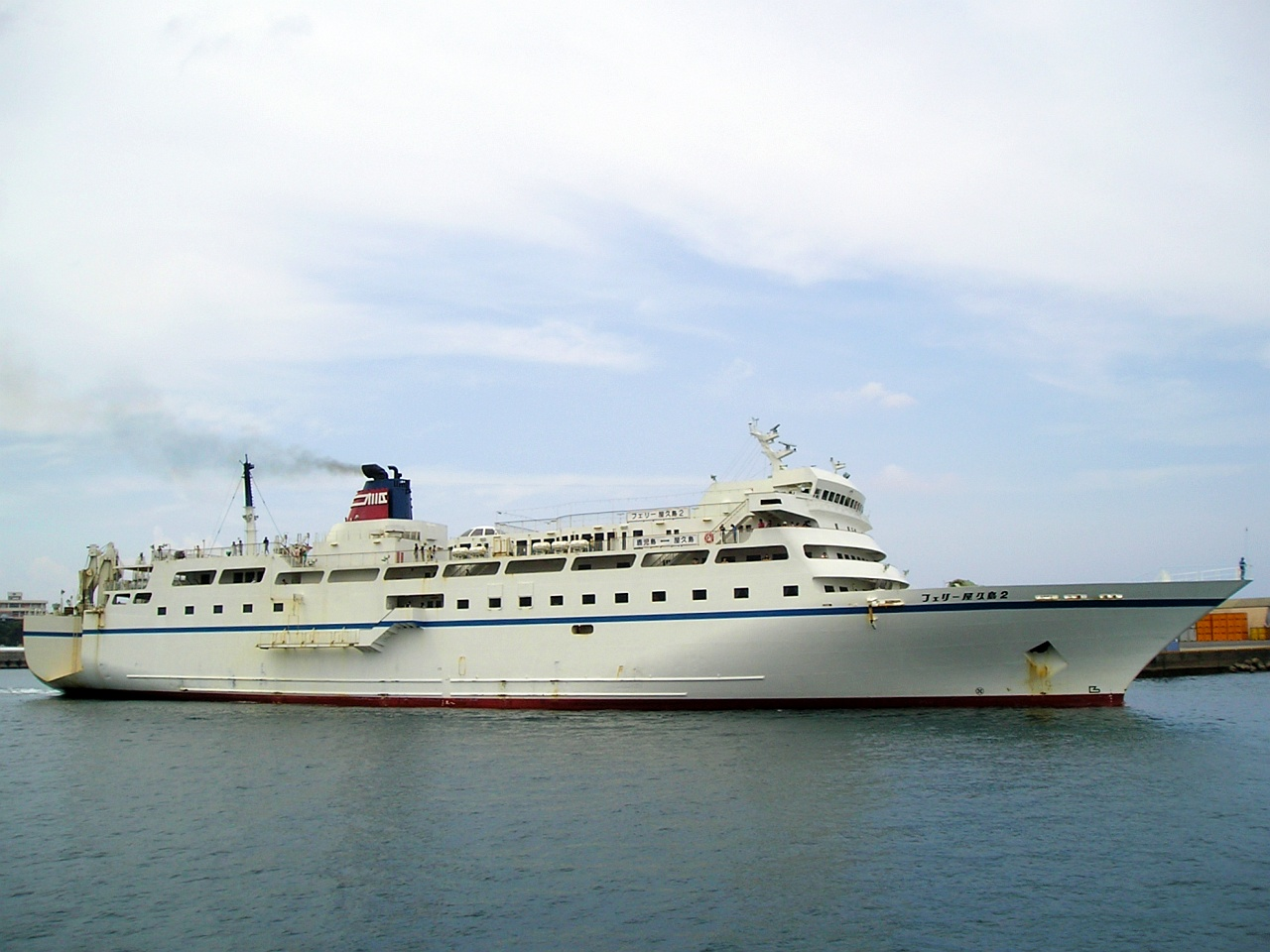
「フェリー屋久島2」 - 宮之浦港

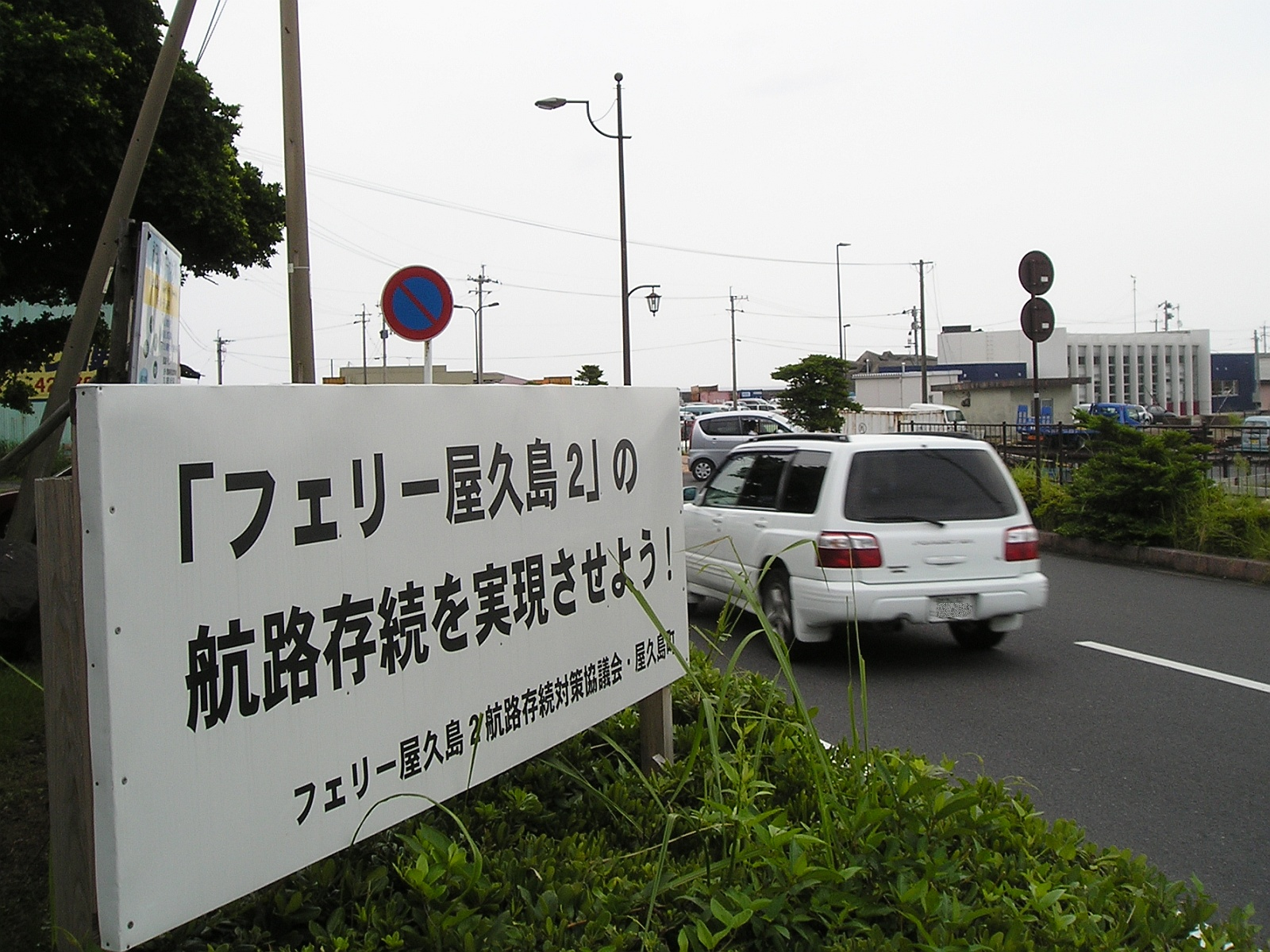
会社更生法申し立ての後、島では航路の存廃が心配されていた。 - 宮之浦港

折田汽船（おりたきせん）は、鹿児島県鹿児島市に本社を置く海運会社。屋久島へのフェリー航路を運航している。

## 概要
鹿児島県を中心にタクシー・レジャー事業者各社とともに「折田グループ」を構成している。
屋久島航路での旅客数の減少に伴う売り上げの落ち込みや、原油価格の高騰による輸送コストの増大などの影響により、経営が悪化し銀行管理下にあったが、2007年8月21日、同社などグループ3社が鹿児島地方裁判所に民事再生手続の開始を申し立て、倒産した。負債総額は57億円超、債権者は220社超。
2008年4月28日、最大の債権者である鉄道建設・運輸施設整備支援機構との交渉が不調に終わったため自力再生を断念し、同裁判所に会社更生法にもとづく申し立てを行ったのち、市丸グループの支援のもとで運航が継続されることになった。さらに同年12月22日、懸案であった「フェリー屋久島2」の鉄道建設・運輸施設整備支援機構が保有する共有持ち分を市丸グループが買収することにより、折田汽船の再建に道筋をつけた。なお、一連の再建計画で同グループの支援を得たことにより、従来あった鹿児島商船（いわさきグループ）との提携関係を解消している。

## 航路
鹿児島市と屋久島町（屋久島）を結ぶ航路を、1日1往復運航している。なお、所有船舶が1隻しかないためドック入りのさいは運休となる。
- 鹿児島港本港区南埠頭（鹿児島市） - 宮之浦港（屋久島町）

## 船舶
- フェリー屋久島2[3]

1993年4月竣工・就航。3,392総トン、全長122.4m、幅17.8m、出力13,500馬力、航海速力21.8ノット（最大22.15ノット）。
旅客定員494名。車両積載数 : 乗用車26台、バス17台。山西造船鉄工所建造。

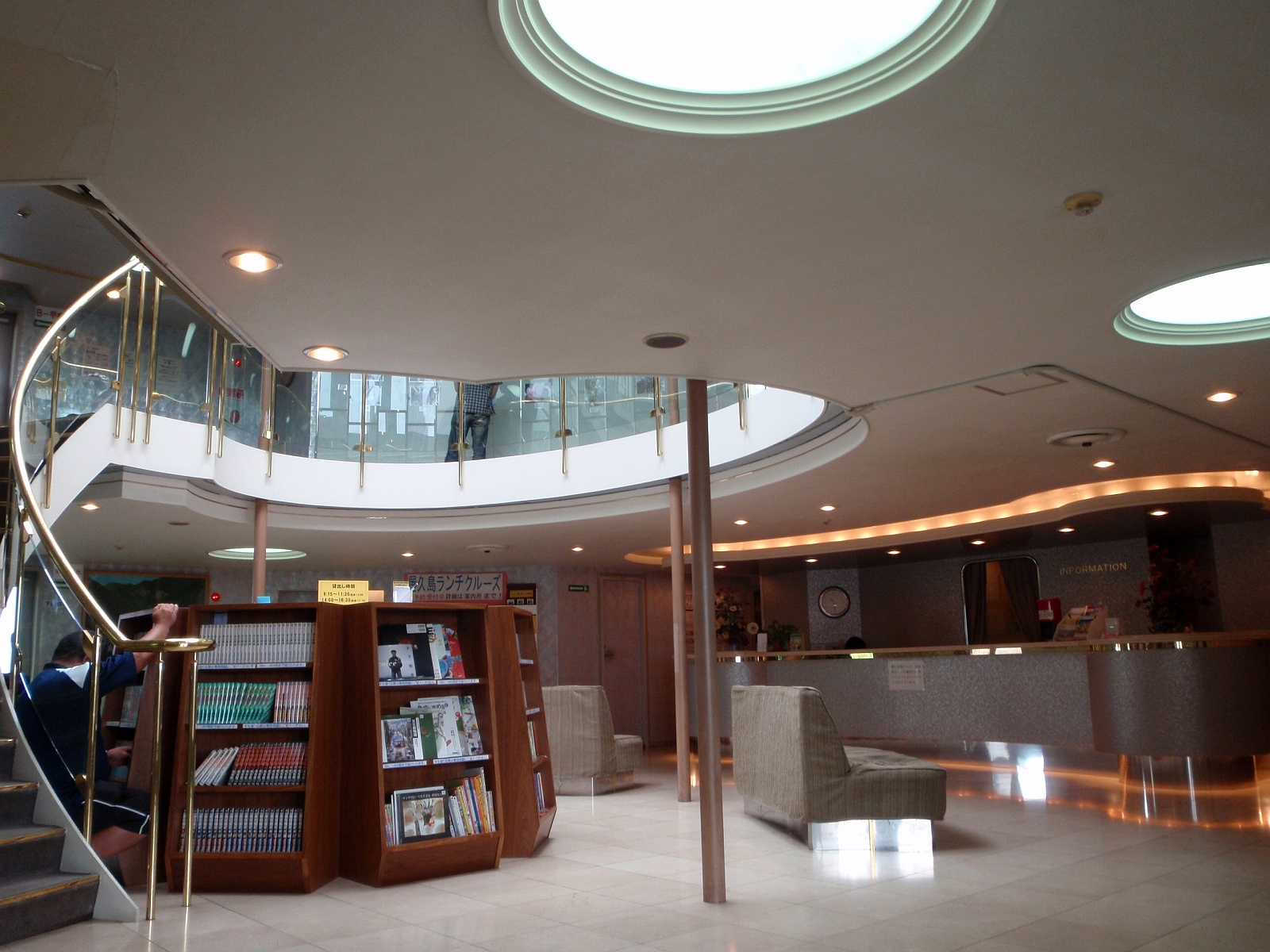
エントランス・マガジンコーナー
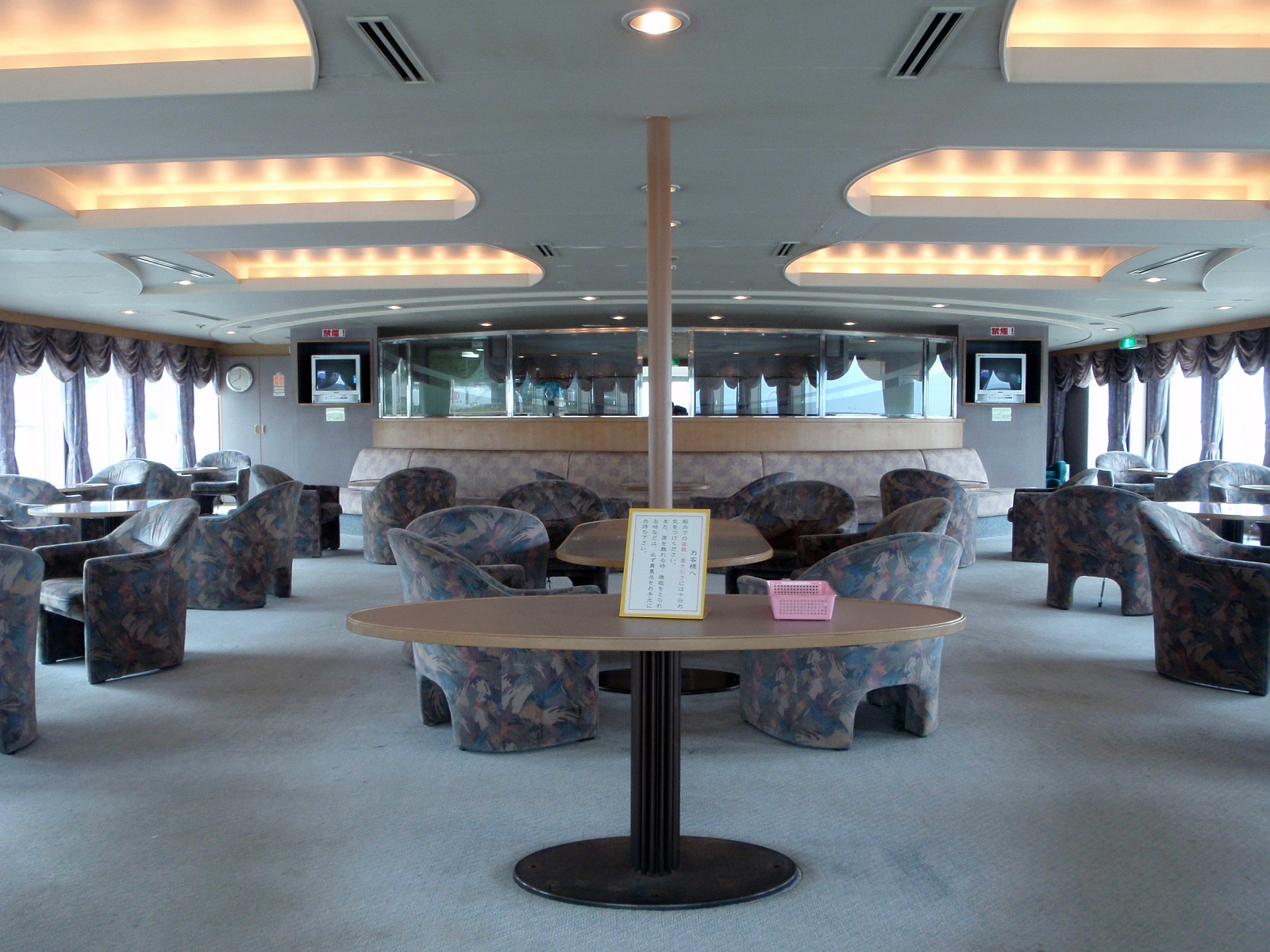
展望室
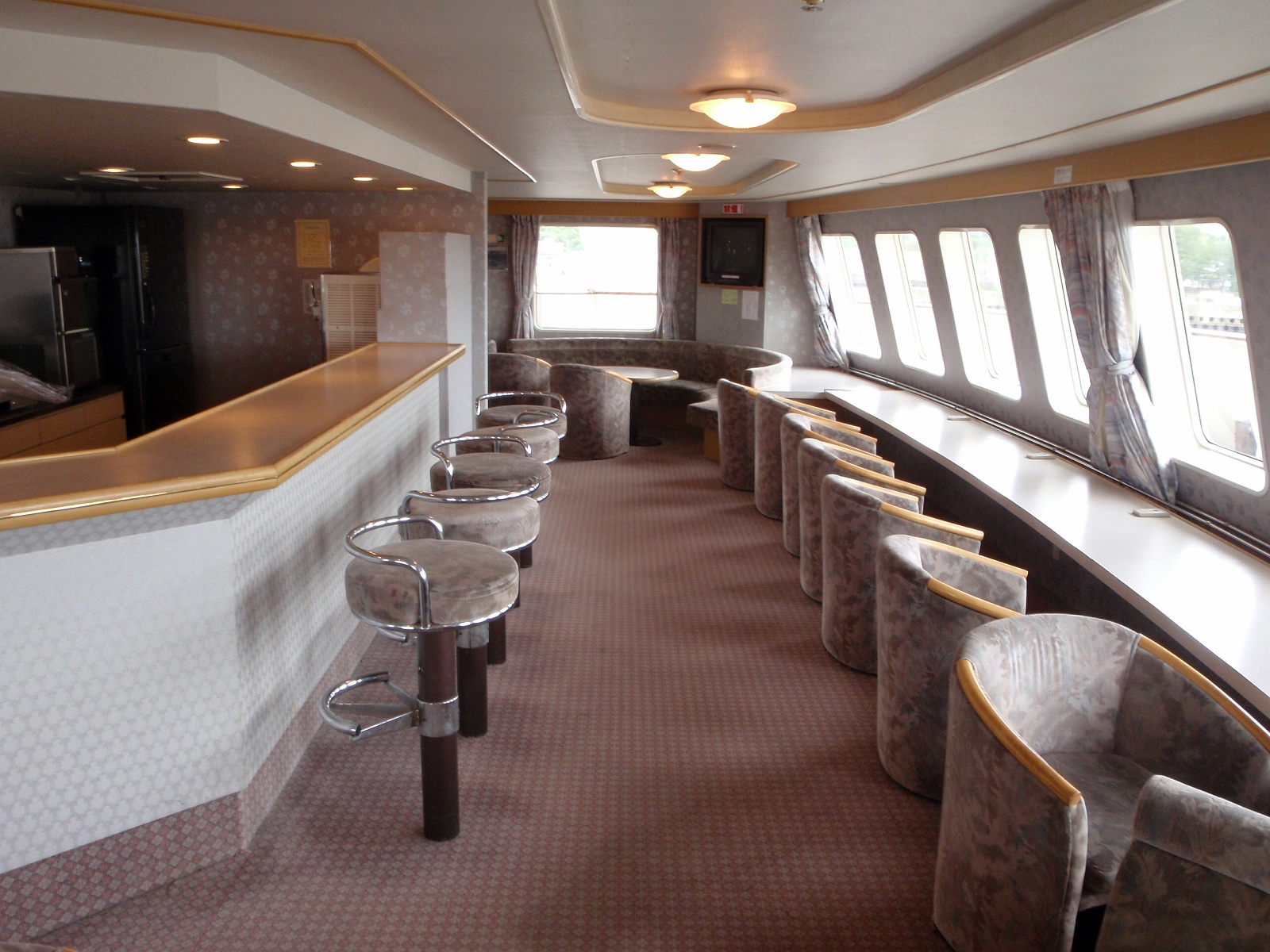
ラウンジ
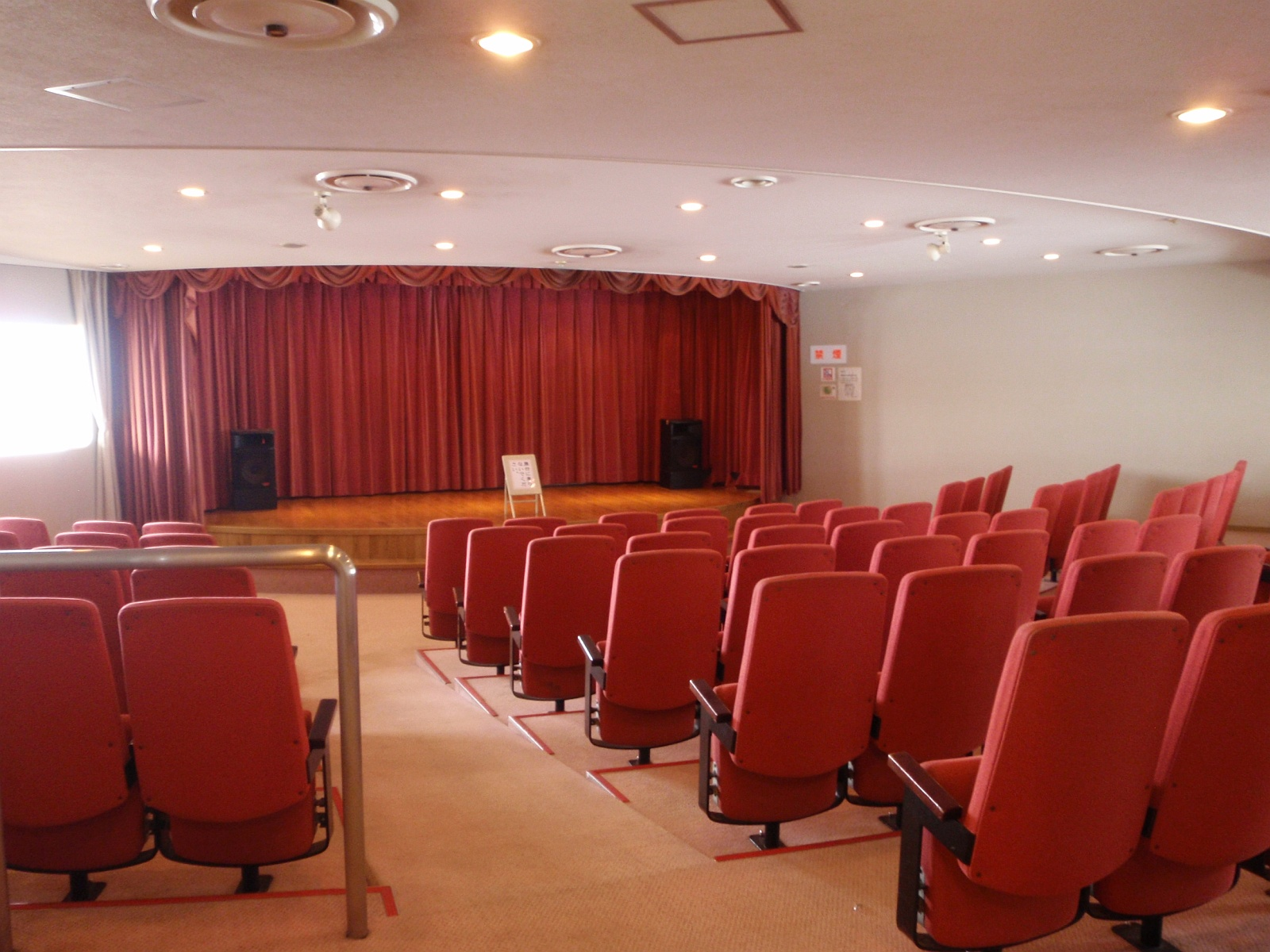
多目的ホール
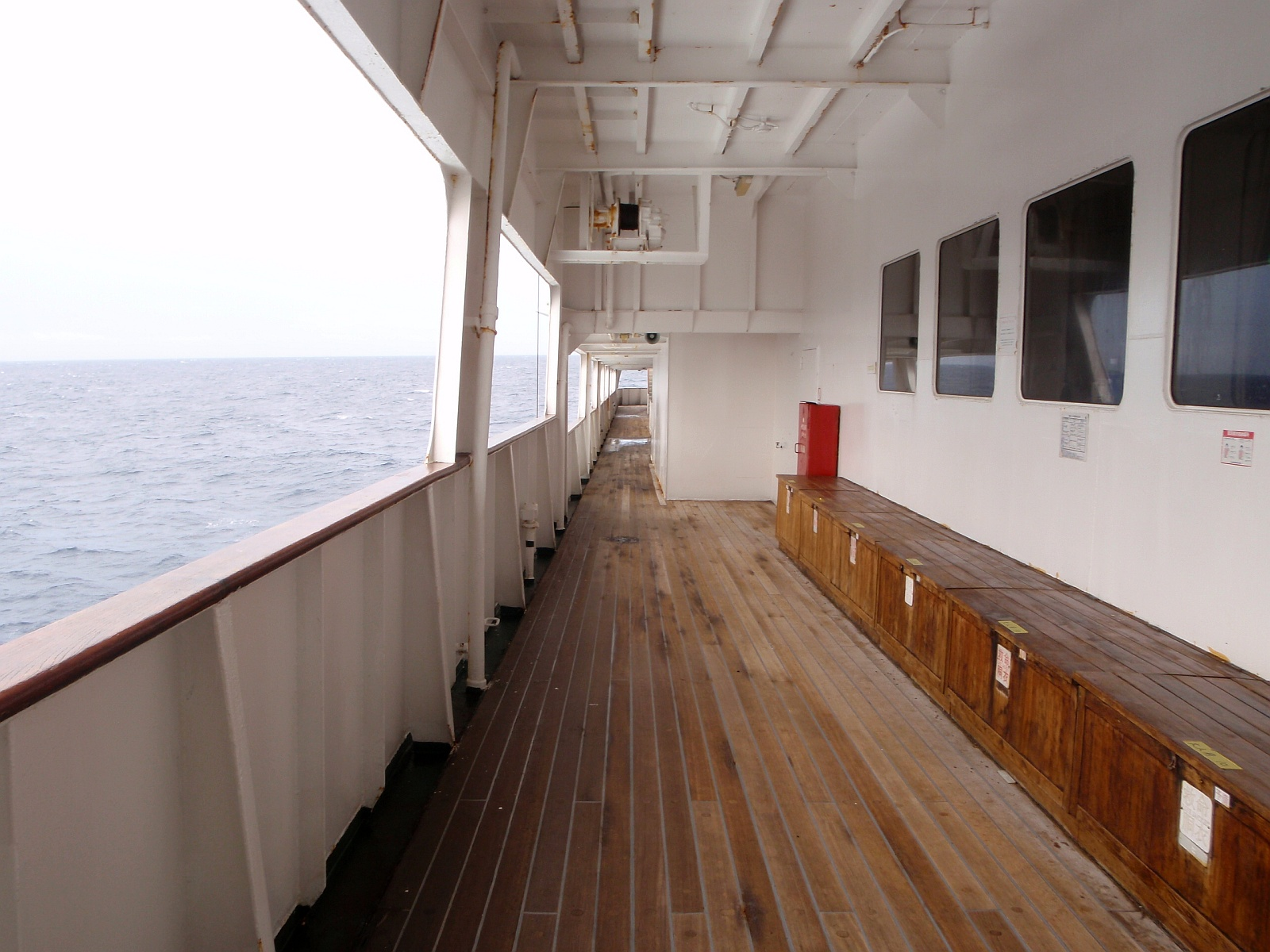
側方デッキ